# Johnny Hyde
Johnny Hyde, nato Iván Haidabura (23 aprile 1895 – Palm Springs, 18 dicembre 1950) è stato un talent scout statunitense noto per aver scoperto Marilyn Monroe.

## Biografia
Nato in Russia da una famiglia ebraica ed emigrato negli Stati Uniti d'America all'età di cinque anni, fu un famoso talent scout di star del mondo del cinema, celebre per aver aiutato la diva Marilyn Monroe all'inizio della sua carriera. Per molti anni ricoprì inoltre la carica di vicepresidente dell'agenzia William Morris.
L'incontro con l'attrice avvenne nel 31 dicembre 1948, ad una festa data dal produttore Sam Spiegel. Sicuro delle potenzialità della donna, puntò su di lei: con la sua insistenza, Monroe venne inserita nei cast di Giungla d'asfalto ed in seguito anche in Eva contro Eva. In passato aveva scoperto Lana Turner e fra le sue clienti annoverava Rita Hayworth.
Hyde continuò il lavoro trovandole un ruolo per la Fox e ottenendo una maggiorazione sul suo salario (da 350 dollari a 500) per il secondo film, convincendo lo stesso Darryl Zannuck dei suoi errori passati. Tra il 1949 e il 1950, Hyde chiese ripetutamente a Marilyn di sposarlo, assicurandole che avrebbe lasciato moglie e figli per lei e promettendole una vita nel lusso, ma lei rifiutò; il 18 dicembre ebbe un attacco di cuore mentre si trovava a Palm Springs e morì: la Monroe, che in quel momento si trovava in sua compagnia, si incolpò della sua morte.

## Nella cultura di massa
Il personaggio venne ripreso più volte nel mondo del cinema
- This Year's Blonde (1980), interpretato da Lloyd Bridges
- Marilyn, una vita una storia  (1980), interpretato da Richard Basehart
- Marilyn and Me  (1991), interpretato da Joel Grey
- Norma Jean e Marilyn (1996), interpretato da Ron Rifkin